# Lydia Tuinenburg
Lydia Tuinenburg, als zangeres bekend onder haar voornaam Lydia, (Java, Tjilatjap, 27 april 1940 – Californië, 25 september 2016) was een Nederlands zangeres van Indische komaf. Ze vormde kortstondig een schakel in de geschiedenis van de Indo-Rock.

## Leven
Met de onafhankelijkheid van Indonesië vertrok het gezin, haar vader was beroepsmilitair, in 1950 naar Nederland. Ze werden gehuisvest in Wehe nabij Zoutkamp, maar belandden uiteindelijk in Apeldoorn. Lydia begon met zingen op zeer jonge leeftijd, zong op schoolfeestjes en familiefeesten. Haar broer Charles Tuinenburg, drummer, startte een bandje The Melody Strings, maar Lydia was actief binnen het cabaret Paljas uit Apeldoorn. In het voorjaar van 1959 trad ze toe tot het orkestje van haar broer, Ben Steneker meenemend. Ze deden mee aan een talentenjacht en waren op de radio te horen. Lydia en/of Charles benaderde vervolgens een platenmaatschappij.
Platenmaatschappij Bovema stapte in en Lydia mocht in april 1959 een aantal liedjes opnemen, waaronder Send me the pillow (you dream on) van Hank Locklin. Muziekproducent Frans van Schaik ziet wel wat in het jonge talent en bood haar een platencontract aan. Via het platenlabel Imperial wordt het lied op single uitgegeven en het wordt een hit. Ze staat er 38 weken mee in de hitparade (Tijd voor Teenagers, een top 20) en hield samen met het origineel vier weken lang plaats vier bezet.
Ondertussen maakte ze deel uit van de Nederlandse afvaardiging voor het songfestival van Knokke in 1959. Ze maakte deel uit van de Nederlandse afvaardiging waarin ook Annie Palmen, John de Mol (1931-2013), Joop van der Marel en Rob de Nijs. Ze sprak daar onder andere met Charles Aznavour tegen wie ze gezegd zou hebben dat als ze zou trouwen, ze direct met zingen zou ophouden.
Net als haar loopbaan in een stroomversnelling raakt, raakt ze ongetrouwd zwanger. Dat kan moreel gezien niet in Nederlands begin jaren zestig en ze vertrok naar de Verenigde Staten, haar man achterna. Alvorens ze afreisde nam ze nog een restant liedjes op voor een elpee Kussen van Lydia. Haar single staat dan zo lang in de hitparade dat er logischerwijs een of meerdere gouden platen moesten worden uitgereikt, echter de zangeres was niet meer in Nederland. 
Ze vertrok met baby en hoopte haar zangcarrière in de VS voort te zetten, maar sindsdien is niets meer van haar vernomen. Het zou een gevolg zijn van het gedrag van Amerikaanse platenmaatschappijen, die het contract van Lydia wilden eerbiedigen of haar man was dermate jaloers, dat hij haar liever niet zag optreden, of ze was er weinig ambitieus in. Ze zou in november 2016 een kort bezoek brengen aan Apeldoorn, maar een hersenbloeding zorgde voor een vroegtijdige dood.
Haar succes bracht Phonogram ertoe meer werk te maken van zangeressen; tot dan toe stak ze bovenmatig energie in mannenloopbanen.    
Naast Lydia en Charles Tuinenburg, zaten ook Renate en Renaldo (Naldi) Tuinenburg in de muziek.

## Discografie
- 1959: Send me the pillow (single)
- 1959: Have I told you lately that I love you (single)
- 1959: Careless hands (single)
- 1959: Your cheatin’ heart (single)
- 1960: You belong to my heart (single)
- 1960: Kussen van Lydia (elpee)